# Роу, Келин
Ке́лин Джейнз Ро́у (англ. Kelyn Jaynes Rowe; 2 декабря 1991, Федерал-Уэй, Вашингтон, США) — американский футболист, крайний полузащитник. Выступал за сборную США.

## Клубная карьера
Во время обучения в Калифорнийском университете в Лос-Анджелесе в 2010—2011 годах Роу выступал за университетскую команду в Национальной ассоциации студенческого спорта.
12 января 2012 года на Супердрафте MLS Роу был выбран под общим 3-м номером клубом «Нью-Инглэнд Революшн». За бостонцев дебютировал 10 марта, выйдя в стартовом составе, в матче первого тура сезона 2012 против «Сан-Хосе Эртквейкс». Свой первый гол в MLS забил в ворота «Лос-Анджелес Гэлакси» в матче четвёртого тура 31 марта. 25 августа 2013 года в матче против «Филадельфии Юнион» сделал дубль, за что был назван игроком недели в MLS. 17 сентября 2016 года в матче против «Монреаль Импакт» забил два гола и отдал одну голевую передачу, за что был назван игроком недели в MLS. 30 сентября Роу подписал новый контракт с «Нью-Инглэнд Революшн».
По сообщениям прессы в июне 2018 года к полузащитнику «Нью-Инглэнд Революшн» проявлял интерес неназванный клуб израильской Премьер-лиги, однако стороны не смогли согласовать условия сделки.
18 декабря 2018 года «Нью-Инглэнд Революшн» обменял Роу на Эдгара Кастильо в «Колорадо Рэпидз», который сразу же обменял его с доплатой $200 тыс. общих и $100 тыс. целевых распределительных средств на Диего Рубио в «Спортинг Канзас-Сити». За «Спортинг КС» он дебютировал в первом матче ⅛ финала Лиги чемпионов КОНКАКАФ 2019 против мексиканской «Толуки» 21 февраля.
7 августа 2019 года Роу был обменян в «Реал Солт-Лейк» на $75 тыс. целевых распределительных средств и место иностранного игрока в сезоне 2019. За РСЛ дебютировал 31 августа в матче против «Портленд Тимберс». По окончании сезона 2019 контракт Роу с «Реал Солт-Лейк» истёк.
4 декабря 2019 года Роу в качестве свободного агента вернулся в «Нью-Инглэнд Революшн». По окончании сезона 2020 контракт Роу с «Нью-Инглэнд Революшн» истёк.
29 января 2021 года Роу на правах свободного агента присоединился к «Сиэтл Саундерс». Дебютировал за «Саундерс» 16 апреля в матче первого тура сезона 2021 против «Миннесоты Юнайтед», выйдя на замену на 77-й минуте вместо Жуана Пауло. 7 июля в матче против «Хьюстон Динамо» забил свой первый гол за «Саундерс». По окончании сезона 2021 «Сиэтл Саундерс» отклонил опцию продления контракта Роу, но 18 января 2022 года клуб подписал с игроком новый двухлетний контракт, охватывающий сезоны 2022 и 2023. По окончании сезона 2023 контракт Роу с «Сиэтл Саундерс» истёк.
2 февраля 2024 года Келин Роу объявил о завершении карьеры.

## Международная карьера
В составе молодёжной сборной США Роу принимал участие в молодёжном чемпионате КОНКАКАФ 2011, где сыграл во всех трёх матчах сборной и забил три гола.
Роу был включён в заявку сборной США на Золотой кубок КОНКАКАФ 2017. За американскую сборную он дебютировал в преддверии турнира 1 июля в товарищеской игре со сборной Ганы. 15 июля в матче группового этапа турнира против Никарагуа Роу забил свой первый гол за США. По завершении матчей на групповой стадии Роу стал одним из шести заменённых игроков в составе звёздно-полосатой дружины.

## Статистика

### Клубная
| Выступление                      | Выступление      | Выступление      | Лига | Лига | Плей-офф | Плей-офф | Кубок | Кубок | Континент | Континент | Итого | Итого |
| Клуб                             | Лига             | Сезон            | Игры | Голы | Игры     | Голы     | Игры  | Голы  | Игры      | Голы      | Игры  | Голы  |
| -------------------------------- | ---------------- | ---------------- | ---- | ---- | -------- | -------- | ----- | ----- | --------- | --------- | ----- | ----- |
| Нью-Инглэнд Революшн             | MLS              | 2012             | 30   | 3    | —        | —        | 1     | 1     | —         | —         | 31    | 4     |
| Нью-Инглэнд Революшн             | MLS              | 2013             | 33   | 7    | 2        | 1        | 3     | 4     | —         | —         | 38    | 12    |
| Нью-Инглэнд Революшн             | MLS              | 2014             | 27   | 5    | 5        | 0        | 2     | 1     | —         | —         | 34    | 6     |
| Нью-Инглэнд Революшн             | MLS              | 2015             | 33   | 7    | 1        | 0        | 1     | 0     | —         | —         | 35    | 7     |
| Нью-Инглэнд Революшн             | MLS              | 2016             | 33   | 5    | —        | —        | 4     | 0     | —         | —         | 37    | 5     |
| Нью-Инглэнд Революшн             | MLS              | 2017             | 23   | 1    | —        | —        | 1     | 0     | —         | —         | 24    | 1     |
| Нью-Инглэнд Революшн             | MLS              | 2018             | 27   | 1    | —        | —        | 1     | 0     | —         | —         | 28    | 1     |
| Нью-Инглэнд Революшн             | Итого            | Итого            | 206  | 29   | 8        | 1        | 13    | 6     | —         | —         | 227   | 36    |
| Спортинг Канзас-Сити             | MLS              | 2019             | 14   | 0    | —        | —        | 1     | 0     | 4         | 0         | 19    | 0     |
| Спортинг Канзас-Сити             | Итого            | Итого            | 14   | 0    | —        | —        | 1     | 0     | 4         | 0         | 19    | 0     |
| Своуп Парк Рейнджерс (фарм-клуб) | USLC             | 2019             | 2    | 3    | —        | —        | —     | —     | —         | —         | 2     | 3     |
| Своуп Парк Рейнджерс (фарм-клуб) | Итого            | Итого            | 2    | 3    | —        | —        | —     | —     | —         | —         | 2     | 3     |
| Реал Солт-Лейк                   | MLS              | 2019             | 4    | 0    | 1        | 0        | —     | —     | —         | —         | 5     | 0     |
| Реал Солт-Лейк                   | Итого            | Итого            | 4    | 0    | 1        | 0        | —     | —     | —         | —         | 5     | 0     |
| Реал Монаркс (фарм-клуб)         | USLC             | 2019             | 2    | 0    | —        | —        | —     | —     | —         | —         | 2     | 0     |
| Реал Монаркс (фарм-клуб)         | Итого            | Итого            | 2    | 0    | —        | —        | —     | —     | —         | —         | 2     | 0     |
| Нью-Инглэнд Революшн             | MLS              | 2020             | 16   | 0    | 4        | 0        | —     | —     | —         | —         | 20    | 0     |
| Нью-Инглэнд Революшн             | Итого            | Итого            | 16   | 0    | 4        | 0        | —     | —     | —         | —         | 20    | 0     |
| Сиэтл Саундерс                   | MLS              | 2021             | 34   | 1    | 1        | 0        | —     | —     | 3         | 0         | 38    | 1     |
| Сиэтл Саундерс                   | MLS              | 2022             | 28   | 1    | —        | —        | 1     | 0     | 8         | 1         | 37    | 2     |
| Сиэтл Саундерс                   | MLS              | 2023             | 9    | 0    | 1        | 0        | 1     | 0     | —         | —         | 11    | 0     |
| Сиэтл Саундерс                   | Итого            | Итого            | 71   | 2    | 2        | 0        | 2     | 0     | 11        | 1         | 86    | 3     |
| Всего за карьеру                 | Всего за карьеру | Всего за карьеру | 315  | 34   | 15       | 1        | 16    | 6     | 15        | 1         | 361   | 42    |

Источники: Transfermarkt, Soccerway, Footballdatabase.eu.

### Международная
| Команда | Год   | Игры | Голы |
| ------- | ----- | ---- | ---- |
| США     |       |      |      |
| 2017    | 3     | 1    |      |
| 2018    | 1     | 0    |      |
| Всего   | Всего | 4    | 1    |

Источник: National Football Teams.
Голы за сборную
| №  | Дата         | Место                                | Соперник  | Голы | Результат | Турнир                      |
| -- | ------------ | ------------------------------------ | --------- | ---- | --------- | --------------------------- |
| 1. | 15 июля 2017 | Фёрст-Энерджи Стэдиум, Кливленд, США | Никарагуа | 2:0  | 3:0       | Золотой кубок КОНКАКАФ 2017 |

## Достижения
Командные
 «Сиэтл Саундерс»
- Победитель Лиги чемпионов КОНКАКАФ: 2022

 сборная США
- Обладатель Золотого кубка КОНКАКАФ: 2017